# 金蟬脫殼
金蝉脱壳是兵法三十六计的第二十一计。
原文为：「存其形，完其势；友不疑，敌不动。巽而止蛊。」（保持原来的形态，完整原来的阵势，使友军和敌人既不怀疑又不轻举妄动，隐蔽转移主力，必须要先迷惑敌人。）

## 按语
同友军联合对敌作战的时候，要冷静地观察阵地形势。如果存在另一股敌人，需要分兵迎击时，必须表面保持原来阵容的空架子。金蝉脱壳并不是一走了事，而是分身战术。因此，当我方的大军主力转移后，依然要使原来的阵地旌旗招展，锣鼓喧天，要十分逼真的保持原来的阵容。只有这样才可以使敌人不敢轻举妄动。友军也对我不生疑心。

## 典故
三國時期，諸葛亮六出祁山，北伐中原，但一直未能成功，終于在第六次北伐時，積勞成疾，在五丈原病死于軍中。為了不使蜀軍在退回漢中的路上遭受損失，諸葛亮在臨終前向姜維密授退兵之計。姜維遵照諸葛亮的吩咐，在諸葛亮死後，秘不發喪，對外嚴密封鎖消息。他帶著靈柩，秘密率部撤退。司馬懿派部隊跟蹤追擊蜀軍。姜維命工匠仿諸葛亮摸樣，雕了一個木人，羽扇綸巾，穩坐車中。並派楊儀率領部分人馬大張旗鼓，向魏軍發動進攻。魏軍遠望蜀軍，軍容整齊，旗鼓大張，又見諸葛亮穩坐車中，指揮若定，不知蜀軍又耍什麼花招，不敢輕舉妄動。司馬懿一向知道諸葛亮「詭計多端」，又懷疑此次退兵乃是誘敵之計，于是命令部隊後撤，觀察蜀軍動向。姜維趁司馬懿退兵的大好時機，馬上指揮主力部隊，迅速安全轉移，撤回漢中。等司馬懿得知諸葛亮已死，再進兵追擊，為時已晚。